# منطقه کلان‌شهری جاکارتا
منطقه کلان‌شهری جاکارتا یا کلان‌شهر جاکارتا که به‌صورت محلی Jabodetabekpunjur (سرنامی از جاکارتا، بوگور، دپوک، تانگرانگ، بکاسی و افزوده شدن ناحیه Puncak در شهرستان بوگور و بخش‌هایی از سیانجور) خوانده می‌شود، پرجمعیت‌ترین ابرمنطقه شهری در اندونزی است. این منطقه شامل پایتخت کشور (منطقه ویژه پایتختی جاکارتا به‌عنوان شهر مرکزی)، پنج شهر اقماری و سه شهرستان کامل می‌شود.
اصطلاح «Jabotabek» نخستین بار در اواخر دهه ۱۹۷۰ به‌کار رفت و در سال ۱۹۹۹ با اضافه شدن «De» (نماد دپوک) به‌دنبال تشکیل این شهر، به «Jabodetabek» تغییر یافت. واژگان «Jabodetabekjur» و سپس «Jabodetabekpunjur» طبق مقررات ریاست‌جمهوری شماره ۵۴ سال ۲۰۰۸ رسمیت یافتند، و نام رسمی «Jabodetabekpunjur» از آن پس به‌کار گرفته شد. با این حال، گسترش این منطقه برای پوشش بخشی از سیانجور در آمارهای زیر لحاظ نشده است.
این منطقه شامل منطقه ویژه پایتختی جاکارتا و بخش‌هایی از استان‌های جاوه غربی و بانتن است، به‌ویژه سه شهرستان: شهرستان بکاسی و شهرستان بوگور در جاوه غربی، و شهرستان تانگرانگ در بانتن. همچنین پنج شهر مستقل شامل بوگور، دپوک، بکاسی، تانگرانگ و جنوب تانگرنگ را دربرمی‌گیرد که به‌لحاظ اداری جزو این شهرستان‌ها محسوب نمی‌شوند. نام این منطقه ترکیبی است از حروف نخست (یا دو حرف اول) نام این شهرها: Ja-bo-de-ta-bek از جاکارتا، بوگور، دپوک، تانگرانگ و بکاسی.
جمعیت منطقه کلان‌شهری جاکارتا با مساحتی برابر با ۶٬۸۲۲٫۰۳ کیلومتر مربع (۲٬۶۳۴٫۰۰ مایل مربع)، طبق سرشماری سال ۲۰۲۰ اندونزی، ۳۱٫۲۴ میلیون نفر گزارش شده است، که آن را به پرجمعیت‌ترین منطقه در اندونزی و پس از توکیو به یکی از کلان‌شهرهای پرجمعیت جهان بدل می‌کند. سهم این منطقه از جمعیت ملی از ۶٫۱٪ در سال ۱۹۶۱ به ۱۱٫۲۶٪ در سال ۲۰۱۰ افزایش یافته است. طبق برآورد رسمی میانه سال ۲۰۲۴، جمعیت آن به ۳۲٫۳ میلیون نفر رسیده است.
این منطقه، مرکز اصلی حکومت، فرهنگ، آموزش و اقتصاد اندونزی به‌شمار می‌رود. همین ویژگی‌ها باعث شده تا افراد زیادی از سراسر کشور به این منطقه مهاجرت کرده، در آن ساکن شوند و به کار مشغول شوند. قدرت اقتصادی منطقه کلان‌شهری جاکارتا باعث شده که به مهم‌ترین قطب کشور در زمینه‌های مالی، تولیدی و بازرگانی تبدیل شود.
بر اساس داده‌های سال ۲۰۱۹، تولید ناخالص داخلی (GDP) این منطقه ۲۹۷٫۷ میلیارد دلار آمریکا بود و تولید ناخالص داخلی سرانه نیز ۸٬۷۷۵ دلار گزارش شد. همچنین برابری قدرت خرید (PPP) منطقه به ۹۷۸٫۵ میلیارد دلار آمریکا رسید و سرانهٔ آن نیز ۲۸٬۸۴۰ دلار بود. این ارقام نشان می‌دهد که منطقه کلان‌شهری جاکارتا معادل ۲۶٫۲ درصد از اقتصاد اندونزی را به خود اختصاص داده است.

## تاریخچه
این منطقه در سال ۱۹۷۶ با صدور دستور ریاست‌جمهوری شماره ۱۳ تأسیس شد؛ اقدامی که در پاسخ به نیازهای ناشی از رشد جمعیت پایتخت انجام گرفت. دولت اندونزی «نهاد همکاری Jabotabek» (به اندونزیایی: Badan Kerjasama Pembangunan) را تشکیل داد که دبیرخانه‌ای مشترک میان دولت منطقه‌ای جاکارتا (DKI Jakarta) و استان جاوه غربی به‌شمار می‌رفت.

## جمعیت و اقتصاد

چگالی جمعیت جاوه و مادورا بر پایهٔ ناحیه (۲۰۲۲)

بر پایهٔ برآوردهای رسمی میانهٔ سال ۲۰۲۴، حدود ۱۰٫۶۸ میلیون نفر در منطقه پایتختی ویژه جاکارتا، حدود ۹٫۲۴ میلیون نفر در پنج شهر بوگور، دپوک، بکاسی، تانگرانگ و جنوب تانگرنگ، و حدود ۱۲٫۳۳ میلیون نفر در سه شهرستان بکاسی، بوگور و تانگرانگ سکونت داشتند. نسبت جمعیت شهر مرکزی یعنی جاکارتا نسبت به کل منطقه کلان‌شهری به‌طور قابل توجهی کاهش یافته است؛ به‌طوری که در میانهٔ سال ۲۰۲۴ تنها ۳۳٫۱٪ از کل جمعیت این منطقه را تشکیل می‌داد، در حالی که این میزان در سال ۱۹۹۰ برابر با ۵۴٫۶٪، در سال ۲۰۰۰ حدود ۴۳٫۲٪ و در سال ۲۰۱۰ برابر با ۳۵٫۵٪ بود. همچنین، موج مهاجرت‌ها اکنون بیش‌تر به شهرهای پیرامون جاکارتا معطوف شده است. امروزه حدود ۲۰٪ از جمعیت شهری اندونزی در منطقه کلان‌شهری جاکارتا متمرکز است.
با وجود اجرای سیاست تمرکززدایی پس از اصلاحات سیاسی سال ۱۹۹۸، این منطقه همچنان نقش مسلطی در اقتصاد ملی دارد. در سال ۲۰۱۰، منطقه کلان‌شهری جاکارتا ۲۵٫۵۲٪ از تولید ناخالص داخلی (GDP) اندونزی و ۴۲٫۸٪ از کل تولید استان جاوه را به خود اختصاص داده بود. جاکارتای مرکزی، جاکارتای جنوبی و بکاسی به‌ترتیب ۴٫۱۴٪، ۳٫۷۸٪ و ۲٫۱۱٪ از GDP ملی را تأمین می‌کردند. سه بخش اصلی اقتصادی منطقه عبارت‌اند از: بخش صنعت (۲۸٫۳۶٪)، بخش مالی (۲۰٫۶۶٪)، و بخش بازرگانی، هتل و رستوران (۲۰٫۲۴٪). به‌علاوه، منطقه در سال ۲۰۱۰، ۴۱٫۸۷٪ از GDP بخش مالی، ۳۳٫۱٪ از ساخت‌وساز، و ۳۰٫۸۶٪ از حمل‌ونقل کشور را تأمین می‌کرد.

## مراکز بازرگانی و شهری
مراکز مهم کسب‌وکار و تجارت منطقه در «مثلث طلایی» جاکارتای مرکزی قرار دارند. این محدوده شامل SCBD، مگا کونینگان، راسونا اپی‌سنتروم و خیابان‌های اصلی نظیر جالان جنرال سودیرمان، جالان ام‌اچ تامرین، جالان گاتوت سوبروتو و جالان هار راسونا سعید می‌شود. این ناحیه نه‌تنها مرکز مالی، بلکه به‌عنوان مرکز سبک زندگی شهری برای مردم محلی و اتباع خارجی شناخته می‌شود. منطقهٔ کلاپا گادینگ در شمال شرق جاکارتا نیز به‌تازگی به‌عنوان منطقه‌ای نوین برای زندگی، تجارت و تفریح پدید آمده است.

## صنعت و شهرک‌سازی
گسترش مناطق مسکونی وسیع و پارک‌های صنعتی در این منطقه، حاصل توسعهٔ زیرساخت‌ها از جمله آزادراه‌ها و خطوط ریلی است. ناحیه چیکارنگ در حومهٔ جاکارتا میزبان بیش از ۲٬۵۰۰ شرکت صنعتی در ۱۲ شهرک صنعتی است که در زمینی به وسعت ۱۱٬۰۰۰ هکتار گسترش یافته‌اند. چیکارنگ بزرگ‌ترین مرکز تولیدی در جنوب‌شرق آسیا به‌شمار می‌رود و شرکت‌هایی از ژاپن، کره جنوبی، چین، سنگاپور و ایالات متحده در آن فعال هستند.

## ترابری

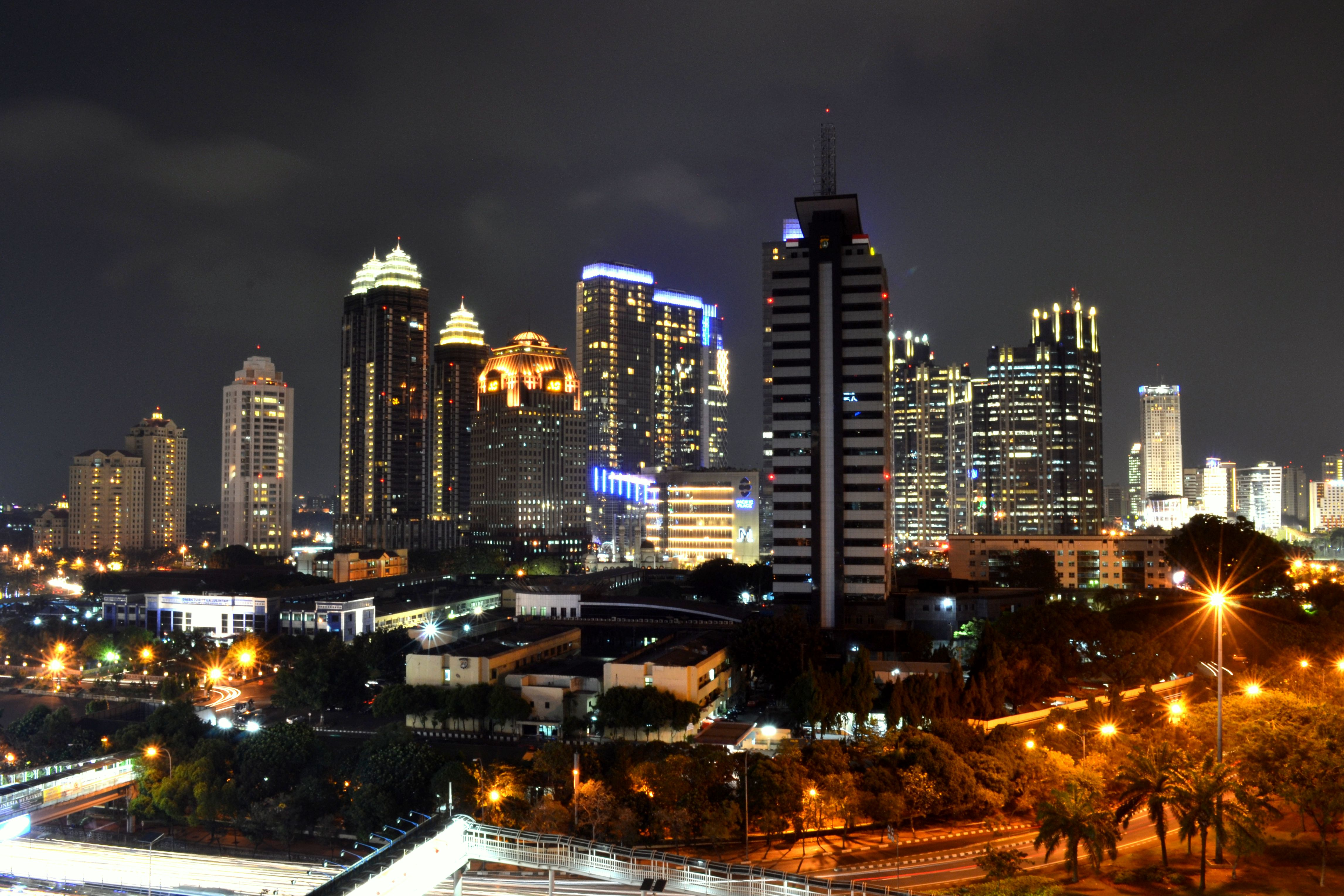
افق شبانه منطقه تجاری سودیرمان

نقشه سامانه KRL Commuterline

نقشه قطار سبک جابودبک

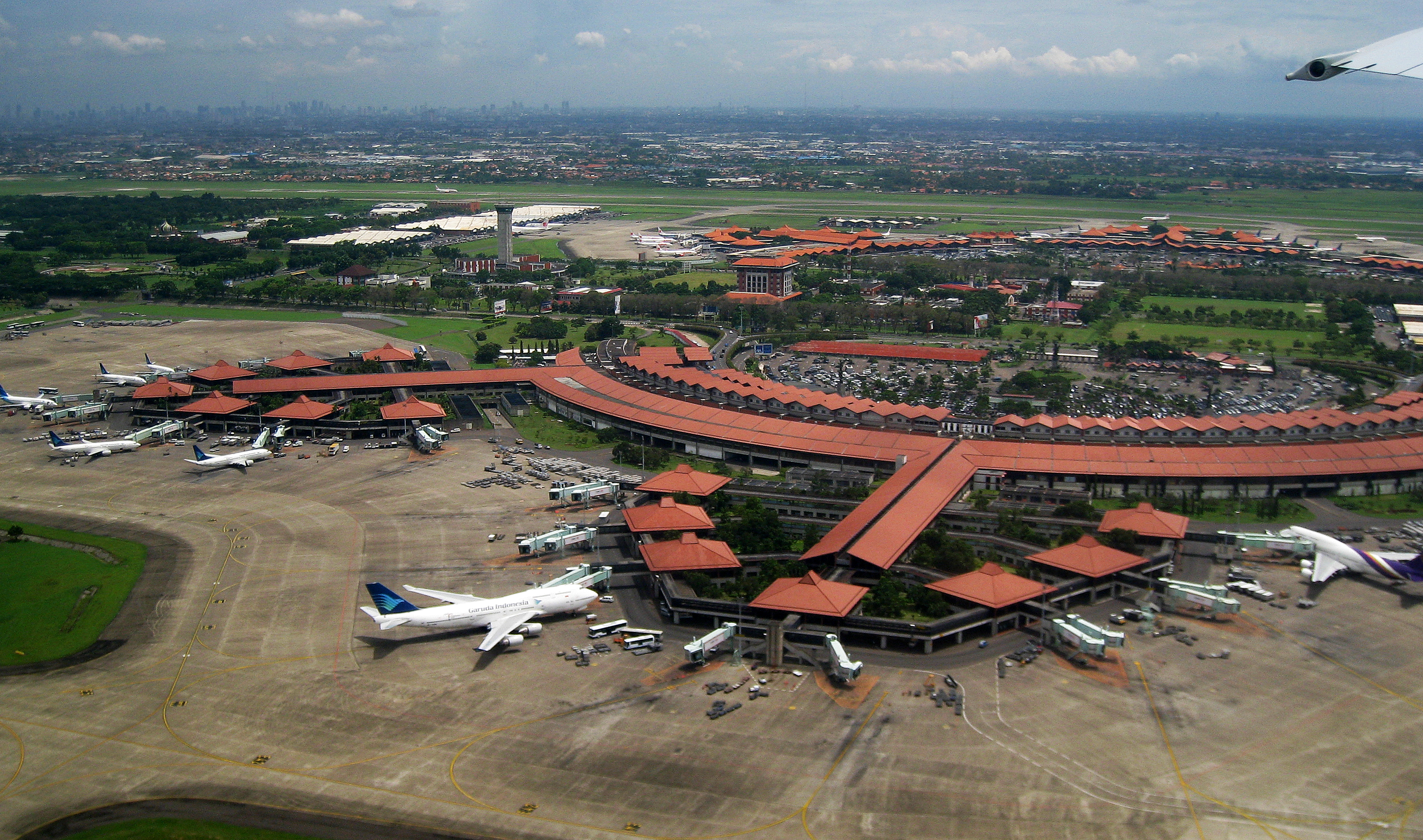
فرودگاه بین‌المللی سوکارنو–هتا

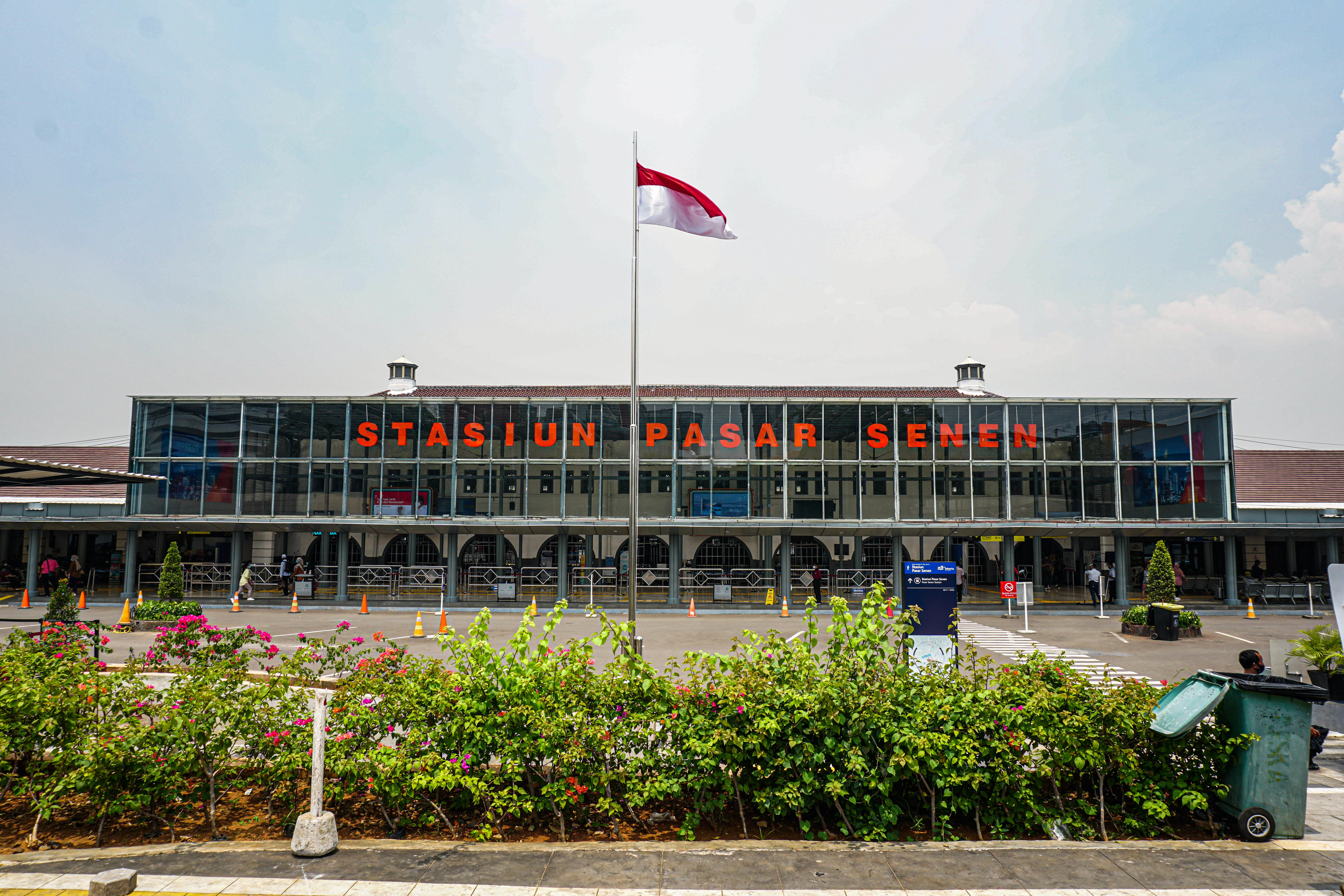
نمای بیرونی ایستگاه راه‌آهن پاسار سنن

### فرودگاه
در منطقه کلان‌شهری جاکارتا دو فرودگاه اصلی قرار دارد: فرودگاه بین‌المللی سوکارنو-هتا (CGK) و فرودگاه بین‌المللی حالیم پرداناکوسوما (با تمرکز بر پروازهای داخلی). فرودگاه پوندک چابه در جنوب تانگرنگ نیز کاربردهای غیرنظامی و نظامی دارد.

### ریلی
شبکه KRL Commuterline با پنج خط اصلی (بوگور، رنگکاسبیتونگ، حلقه چیکارنگ، تانگرانگ و تانجونگ پریوک) و بیش از ۸۰ ایستگاه، خدمات ریلی منطقه‌ای را پوشش می‌دهد. متروی MRT جاکارتا، قطار سبک LRT جاکارتا و LRT Jabodebek نیز از دیگر سامانه‌های ریلی منطقه‌اند.

### قطار پرسرعت

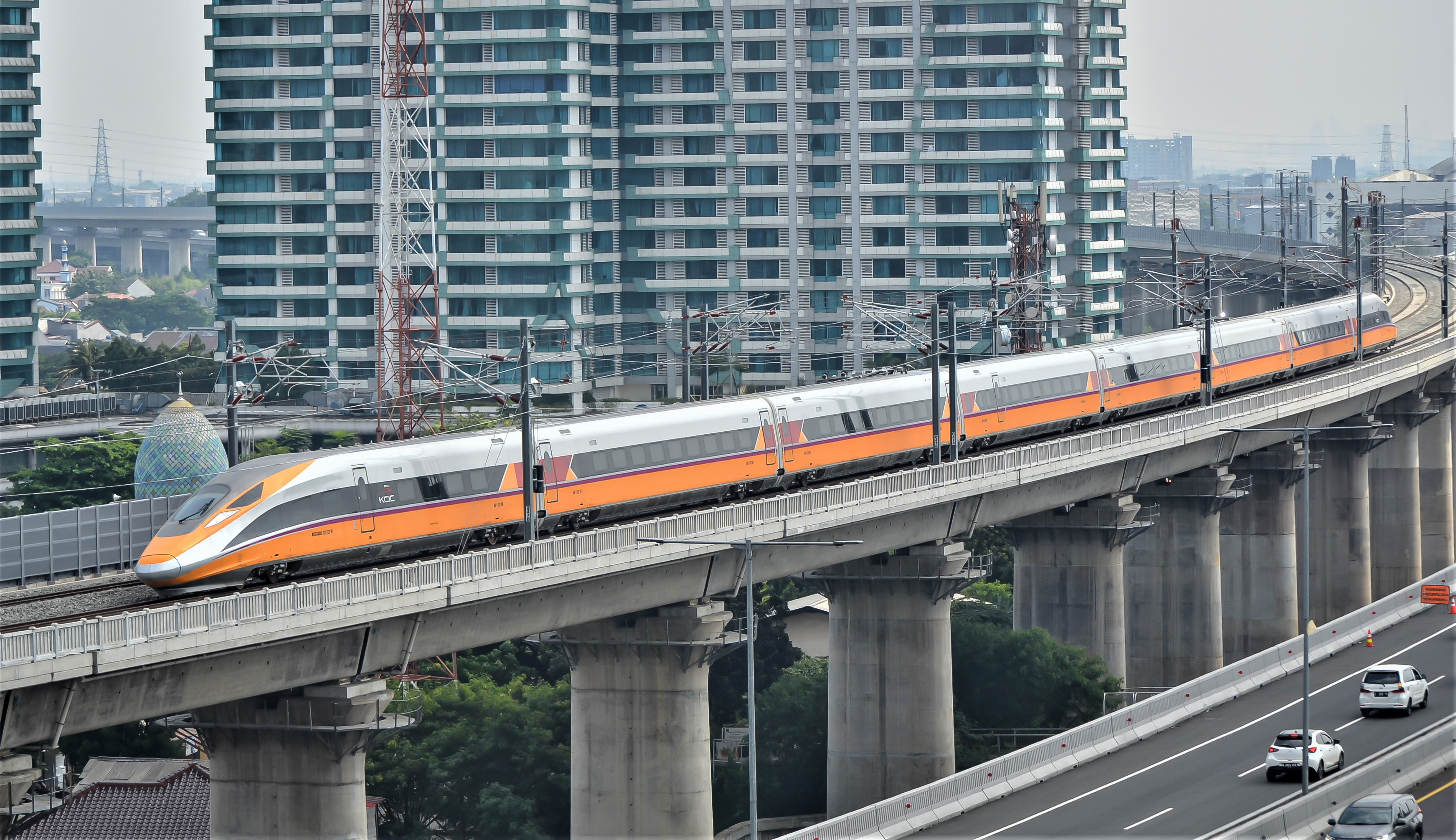
قطار Whoosh در حال عبور از بکاسی

منطقه با خطوط راه‌آهن، آزادراه و سامانه‌های حمل‌ونقل عمومی از جمله ترنس‌جاکارتا، قطار شهری جاکارتا (MRT)، قطار سبک جاکارتا (LRT), خط ریلی فرودگاه سوکارنو–هتا، و LRT Jabodebek پوشش داده شده است. سامانه LRT جاکارتا از اواخر ۲۰۱۹ و LRT Jabodebek از مارس ۲۰۲۱ به بهره‌برداری رسیدند.
وُوش (Whoosh)، نخستین قطار تندرو در جنوب‌شرق آسیا و نیم‌کره جنوبی، میان جاکارتا و باندونگ حرکت می‌کند و با سرعت عملیاتی ۳۵۰ کیلومتر بر ساعت، مسافت ۱۴۳ کیلومتری را در حدود ۴۵ دقیقه طی می‌کند. این سامانه در ۱۷ اکتبر ۲۰۲۳ آغاز به‌کار تجاری کرد و تنها در دو ماه، به یک میلیون مسافر خدمات داد.